# سيليكات الرصاص
سيليكات الرصاص مركب كيميائي من الرصاص والسيليكون والأكسجين صيغته PbSiO3، وهو ينتمي إلى مجموعة السيليكات، ويوجد في الشروط القياسية على شكل بلورات بيضاء اللون.

## الوفرة الطبيعية والتحضير
يوجد مركب سيليكات الرصاص طبيعياً في معدن ألاموسيت.
يمكن تحضير المركب مخبرياً من التفاعل بين ثنائي أكسيد السيليكون مع أكسيد الرصاص الثنائي أو كبريتات الرصاص الثنائي:
{\displaystyle \mathrm {PbO+SiO_{2}\longrightarrow PbSiO_{3}} }
{\displaystyle \mathrm {2\ PbSO_{4}+2\ SiO_{2}\longrightarrow 2\ PbSiO_{3}+2\ SO_{2}+O_{2}} }

## الخواص
يوجد المركب في الشروط القياسية على شكل صلب بلوري أبيض اللون، وهو عملياً غير منحل في الماء.
تتبع بلورات سيليكات الرصاص نظاماً بلورياً أحادي الميل، والذي يصنف ضمن الزمرة الفراغية 13 تحت P2/n مع وجود وحدتي صيغة لكل وحدة خلية.

## الاستخدامات
كان المركب يستخدم سابقاً في مجال تحضير الأصبغة قبل أن يمنع لسميته.